# Evil Toons - Non entrate in quella casa...
Evil Toons - Non entrate in quella casa..., conosciuto anche con il titolo Diavolo di un cartone, è una commedia horror in tecnica mista del 1992 scritta e diretta da Fred Olen Ray.
Al genere si aggiungono scene d'erotismo e vede la partecipazione, oltre a David Carradine, di vere pornostar.

## Trama
Nei primi anni '30 del XX secolo, Gideon Fisk si toglie la vita impiccandosi nel seminterrato della sua villa, apparentemente per vendicarsi di un libro maledetto, rilegato in pelle umana. Circa 60 anni dopo, quattro studentesse universitarie, Megan, Roxanne, Jan e Terry, vengono assunte per pulire la casa ormai abbandonata durante un fine settimana. Durante le pulizie in cantina, trovano uno strano pugnale nascosto in una cassa. Quella notte, lo spirito inquieto di Gideon appare misteriosamente alla porta, consegnando alle ragazze lo stesso libro maledetto. Sfogliandolo, le giovani scoprono disegni inquietanti di creature mostruose, alcuni intenti in atti osceni. Quando una di loro legge ad alta voce un incantesimo contenuto nel volume, una delle creature prende vita, uscendo dalle pagine come un essere animato. La prima vittima è Roxanne, nota per il suo comportamento disinibito: la creatura la uccide e ne assume l’aspetto fisico, per poi fare lo stesso con il suo fidanzato Biff, un giocatore di football giunto poco dopo nella villa. Il demone, ora capace di trasformarsi, ha l’obiettivo di raccogliere tutte le anime dei presenti per liberare se stesso e gli altri esseri malvagi dal libro.  Quando le ragazze scoprono il corpo di Biff, chiamano il loro supervisore Burt, che accorre per aiutarle. Tuttavia, anche lui viene ingannato e ucciso dal demone. La creatura continua la sua scia di sangue, eliminando una a una le ragazze, fino a risparmiare solo Megan, la più ingenua e inesperta del gruppo. Con l'aiuto dell’anima di Gideon, tornato per porre fine alla maledizione, Megan deve adesso affrontare la creatura, utilizzando il pugnale misterioso e fare in modo che non riesca più a ritornare nel libro.